# Seltjarnarnes

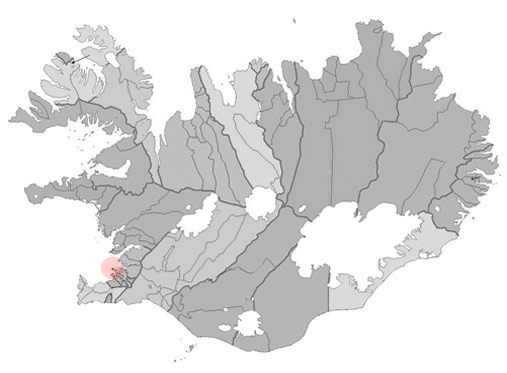
Localização do município

A Grande Reiquiavique.

Seltjarnarnes ( PRONÚNCIA) é uma pequena cidade e município da Islândia.                         Está situada a oeste da capital Reiquiavique, da qual é um subúrbio.                                                                                                                                                                                                                                                                                            

A população da cidade é de 4 572 habitantes e a do município 4 585 (2024). A área do município e de apenas 2 km². 

Faz parte da Grande Reiquiavique, a qual é composta pelo próprio município de Reiquiavique e mais seis outros municípios em seu redor - Reiquiavique, Kópavogur, Hafnarfjördur, Gardabaer, Mosfellsbaer e Seltjarnarnes e Kjósarhreppur.

O seu estatuto político actual foi definido pouco depois da Segunda Guerra Mundial, e o município foi criado em 1947, sendo o município do país com menor área. Desde as eleições de 1962 que o Partido da Independência (Sjálfstæðisflokkurinn), de direita, controla o poder local, tendo obtido nas eleições de Maio de 2006 67,2% dos votos, conquistando cinco dos sete lugares em disputa e elegendo o presidente Jónmundur Guðmarsson.